# Morlupo
Morlupo (Morlopu nel dialetto locale) è un comune italiano di 8 489 abitanti della città metropolitana di Roma Capitale nel Lazio.

## Geografia fisica

### Territorio
Il paese si trova lungo la Strada statale 3 Via Flaminia, tra il 30º e 31º chilometro. Un particolare curioso è che Morlupo si trova all'esatto Nord geografico di Roma in quanto le loro Longitudini coincidono esattamente (12° 30′ 0′′ Est), venendosi quindi Morlupo a trovare a +15' di grado di Latitudine a Nord rispetto a Roma. La parte più antica del paese (rione Mazzocca) si è sviluppata su un'altura dominante il Tevere, sul luogo ove era situata in epoca romana la "statio Ad Vigesimum", cioè la mansio del XX miglio dell'antica via Flaminia, ed è costituita da un terrazzo roccioso di tufo a forma di ferro di cavallo, cinto da rupi a strapiombo sulla valle.

#### Geologia
L'aspetto geolitologico e morfologico che caratterizza l'intera regione a nord-ovest di Roma, è rappresentato dall'attività vulcanica dell'apparato Sabatino (detto distretto vulcanico Sabatino). Nel corso del Pleistocene si sono succedute a più riprese intense manifestazioni vulcaniche esplosive ed effusive da parte di diverse bocche crateriche, le quali hanno dato origine a diversi prodotti piroclastici e lavici. Lungo la valle del Tevere ed in corrispondenza delle incisioni dei corsi d'acqua minori affiorano invece terreni sedimentari, sia di ambiente marino che continentale. In generale i termini affioranti del territorio di Morlupo si possono ricondurre a tre unita geolitologiche:
- alluvioni attuali;
- vulcaniti Sabatine;
- formazioni sedimentarie terrigene.

La prima unità, più recente, si riscontra lungo le zone di fondovalle alluvionale e pertanto in corrispondenza dei maggiori corsi d'acqua. I depositi alluvionali sono in prevalenza limo-sabbiosi e limo-argillosi ad elevato contenuto organico.
L'unita vulcanica Sabatina comprende termini sia tufaceo-ignimbritici che lavici, alquanto differenziati per composizione, chimica, addensamento, cementazione e fatturazione. Le singole formazioni che hanno interessato la zona di Morlupo sono:
- tufi stratificati de La Storta lapillosi ed a tratti pomicei;
- tufi stratificati varicolore di Sacrofano più o meno semilitoidi (peperini);
- tufo di Castelnuovo scoriaceo e con elementi pomicei, di colore grigio;
- trachite di Morlupo deposito lavico bolloso grigio, di limitata ampiezza e spessore;
- tufo giallo della Via Tiberina coriaceo e con leucite;
- tufo di Riano grigio chiaro, compatto.

La terza unita è costituita da sedimenti di ambiente continentale, deposti in facies salmastre e fluvio-lacustri nel Pleistocene inferiore (Siciliano-Calabriano). È una formazione argillosa a cui fanno seguito in continuità stratigrafica, le argille marnose plioceniche di ambiente marino. Quest'ultima formazione rappresenta il riferimento basale di tutta la regione per la circolazione delle acque sotterranee in virtù ella propria impermeabilità, dello spessore e della notevole estensione areale.

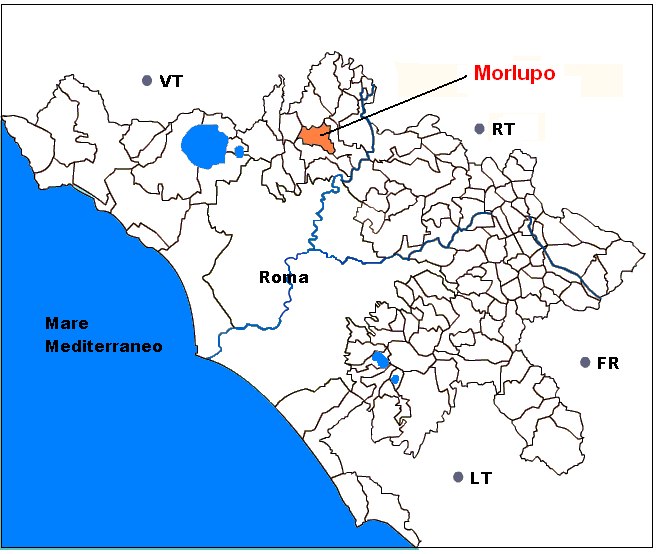
Cartina Comuni della Provincia di Roma

#### Idrografia
Per quanto concerne l'idrografia di superficie bisogna considerare che l'intero territorio comunale è caratterizzato da un andamento morfologico collinare in cui si riscontrano numerosi corsi d'acqua dotati di ben sviluppato sistema affluentizio.
Fra questi, nella zona nord della collina di San Sebastiano, si citano il Fosso della Fontanella, che si sviluppa da due sub affluenti di cui detta collina funge da spartiacque, che si immette nel Fosso di San Martino, che è affluente a sua volta del Fosso di Vallelunga. Tali corsi d'acqua fanno parte del sistema idrologico del bacino imbrifero del Fosso di Leprignano, affluente di destra del Fiume Tevere.

#### Sismicità
Sulla base della classificazione delle aree sismiche (D.M.) del 03/03/1975 e successivi aggiornamenti) risulta che il territorio del comune di Morlupo non sia a rischio sismico. Nell'ambito della porzione settentrionale della provincia romana non si sono mai verificati, in tempi storici, eventi sismici di notevole entità, né, tantomeno, si sono avuti risentimenti considerevoli dei sismi avvenuti nelle aree circostanti; da citare in tal senso il sisma di Rignano Flaminio del 20/01/1968 (III grado scala Mercalli) e di Roma del 02/08/1964 (V grado scala Mercalli). Dall'esame della Carta Sismica redatta dal CNR risulta infatti che tutto il territorio di Morlupo può essere considerati asismico in quanto interessato da fenomeni di intensità sismica inferiore al VI grado della scala Mercalli.

### Clima
Dati registrati dalla stazione meteorologica di Morlupo (250 m s.l.m.) attiva dall'anno 2006:
| Morlupo (2006-2021) | Mesi | Mesi | Mesi | Mesi | Mesi | Mesi | Mesi | Mesi | Mesi | Mesi | Mesi | Mesi | Stagioni | Stagioni | Stagioni | Stagioni | Anno |
| Morlupo (2006-2021) | Gen  | Feb  | Mar  | Apr  | Mag  | Giu  | Lug  | Ago  | Set  | Ott  | Nov  | Dic  | Inv      | Pri      | Est      | Aut      | Anno |
| ------------------- | ---- | ---- | ---- | ---- | ---- | ---- | ---- | ---- | ---- | ---- | ---- | ---- | -------- | -------- | -------- | -------- | ---- |
| T. max. media (°C)  | 10,5 | 12,0 | 15,1 | 19,5 | 23,0 | 28,1 | 31,3 | 31,1 | 25,9 | 20,8 | 15,4 | 11,3 | 11,3     | 19,2     | 30,2     | 20,7     | 20,3 |
| T. min. media (°C)  | 3,3  | 3,9  | 5,6  | 8,6  | 11,6 | 15,5 | 18,1 | 18,3 | 14,8 | 11,3 | 7,7  | 4,2  | 3,8      | 8,6      | 17,3     | 11,3     | 10,2 |

## Origini del nome
Una delle ipotesi più accreditate sull'origine del nome di Morlupo è riportata dallo storico dell'Agro romano Nicolai che in un suo libro riprende quanto già indicato da Eschinardi in Descrizione di Roma e dell'Agro Romano e cioè che:
Peraltro il motto Martis rapaces lupi, cioè - i lupi rapaci (del dio) Marte -, è contenuto nella blasonatura dello stemma del comune.
Queste ipotesi sono successivamente riprese dal Nibby che le reputa plausibili e da Gaetano Moroni nel suo Dizionario di Erudizione

## Storia

### Le origini
Le origini di Morlupo sono collegate alla storia dei Capenati, fiorente popolazione italica che prosperava nel Lazio (Latium) prima dell'avvento di Roma. I Capenati avevano una propria lingua, simile al latino, affine all'etrusco e con influenze sabine. Il territorio dei Capenati (Ager Capenas) si estendeva lungo la riva destra del Tevere, confinava a nord con quello dei Falisci, a est con il Tevere e i Sabini, e a sud ovest con il territorio etrusco di Veio. Comprendeva gli attuali comuni di: Capena, Civitella San Paolo, Fiano Romano, Nazzano, Ponzano Romano, Filacciano, Torrita Tiberina, Rignano Flaminio, Sant'Oreste, Castelnuovo di Porto, Morlupo e Riano
I ritrovamenti avvenuti nel "Forum Morolupum" di alcune catacombe cristiane risalenti al IV-V secolo dimostrano che la zona era già in quei tempi abitata o comunque vi erano presenti almeno dei nuclei rurali e piccole fattorie agricole, di fede cristiana, che sorgevano nel territorio di Monte la Guardia (attuale Morlupo Stazione), di Fontana Vecchia, Sterpareti e Fornelli.
Una presenza più consistente, che si può in effetti considerare come la vera origine dell'abitato, si può far risalire alla metà del IX secolo ad opera di profughi e coloni scampati alle distruzioni ed ai saccheggi di Monte la Guardia e delle fattorie della zona, avvenuti in Italia centrale tra l'850 e il 900 d.C. a seguito delle incursioni di Saraceni e Ungari. Questi profughi, dopo aver ceduto le loro terre alla Chiesa in cambio di protezione e assistenza, si rifugiarono in un borgo abbandonato e quasi inaccessibile che corrisponde all'attuale borgo medioevale morlupese della Mazzocca, che essendo situato su uno sperone roccioso circondato da tre lati da alti dirupi risultava più facilmente difendibile.

### Il periodo medioevale
La Chiesa, diventata così proprietaria delle terre costituenti il "vicus della mazzocca" e le terre "ad vicesimum" della Flaminia (zona del Monte la Guardia) le assegnava (Papa Giovanni VIII) al conte Giovanni di Leone. Questi fece costruire la chiesa di S. Giovanni Battista ove fu sepolto il 16 luglio 898. In seguito il territorio fu assegnato ai monaci benedettini di S. Paolo fuori le mura di Roma, che lo tennero fino al pontificato di Papa Niccolò III (al secolo Giovanni Gaetano Orsini) appartenente all'Ordine di San Benedetto, che fu papa dal 1277 al 1280.
Sotto il pontificato di Nicolò III il castello di Morlupo fu ceduto al Conte Gentile di Bertoldo Orsini il cui figlio Romano lo assegnava nel 1293 in dote alla moglie Anastasia di Guido di Monfort. In quel tempo la popolazione castellana era di circa 650 anime come si deduce dai registri delle tasse dell'epoca.
Nel 1423, sotto il Papa Martino V, durante le lotte fra i Capitani di Ventura Braccio da Montone e Muzio Attendolo detto Sforza, il paese fu posto sotto assedio in quanto diventato rifugio del ribelle Nicola Orsini di Bertoldo. Dopo averlo occupato con le truppe a lui fedeli Martino V fece distruggere il castello nel 1425.
Riabilitata la popolazione, il castello di Morlupo "inhabitatum" passò nel 1426 alla famiglia Colonna per 10 000 fiorini d'oro. Nel 1432 Gentile Orsini, fratello del ribelle Nicola recuperava Morlupo e Monte La Guardia. Negli anni successivi vi furono varie lotte fra i Colonna e gli Orsini in cui fu teatro la zona di Morlupo detta "bastione di Monte La Guardia", ma il territorio resto comunque agli Orsini.
Nel 1463, Papa Pio II concedeva al Popolo di Morlupo, la grazia sul debito del sale arretrato e la riduzione delle imposte. Il Conte di Pitigliano Nicolò III Orsini nel 1468 promulgò un nuovo Statuto di Morlupo e perorò nel 1494 la fondazione del convento francescano di S. Maria Seconda, incorporando l'antico romitorio dei frati Clareni.

### Dal Rinascimento ai tempi attuali
Il feudo di Morlupo restò agli Orsini fino al 1613 quando passò alla famiglia Borghese in quanto l'allora proprietario Antimo Orsini, barone romano dei conti di Pitigliano, dopo aver ricostruito la facciata della chiesa di S. Giovanni Battista nel 1593 e la porta del Castello nel 1598, si vede costretto a vendere Morlupo per 96 000 scudi al cardinale Scipione Borghese, in data 2 aprile 1613. Questi a sua volta lo cedette al cugino Marcantonio II Borghese,1º principe di Sulmona. Il dominio della Famiglia Borghese si protrarrà fino agli inizi del XX secolo. Negli anni successivi sotto la signoria Borghese si ebbero benefici e privilegi, ma vi furono anche momenti di forte tensione economica e sociale.
Alla carestia del 1763-64 fece seguito in Morlupo la carenza di grano, in questa situazione in cui, al rialzo dei prezzi delle derrate alimentari, non corrispondeva un aumento dei salari, l'equilibrio economico e sociale divenne instabile. Parte del raccolto agrario 1778-79 di Morlupo fu venduto dai maggiori produttori locali all'Annona di Roma a prezzi elevati, facendo nascere in paese una dura reazione. La Comunità quindi chiese ed ottenne un prestito di 1500 scudi per procurarsi del grano da distribuire ai poveri, ma non si riuscivano a trovare dei venditori. Per superare la situazione la Comunità di Morlupo inoltrò all'allora Papa Pio VI un esposto per ottenere l'acquisto di parte della produzione locale già vendita all'Annona, pagando o rimborsando l'Annona di eventuali spese. Alla mancanza di pane si aggiunse un'epidemia di malaria, che colpì più di cento persone. In questa situazione vi fu quindi nel settembre 1793 una sollevazione popolare contro il Governo pontificio, che fu soffocata dalla Forza pubblica, inviata dalla segreteria di Stato.
Nel 1798 a seguito della caduta dello Stato Pontificio e la costituzione della Repubblica Romana, Morlupo divenne Sede di un Cantone della Repubblica da cui dipendevano 16 comuni limitrofi.

## Monumenti e luoghi d'interesse

### Architetture religiose

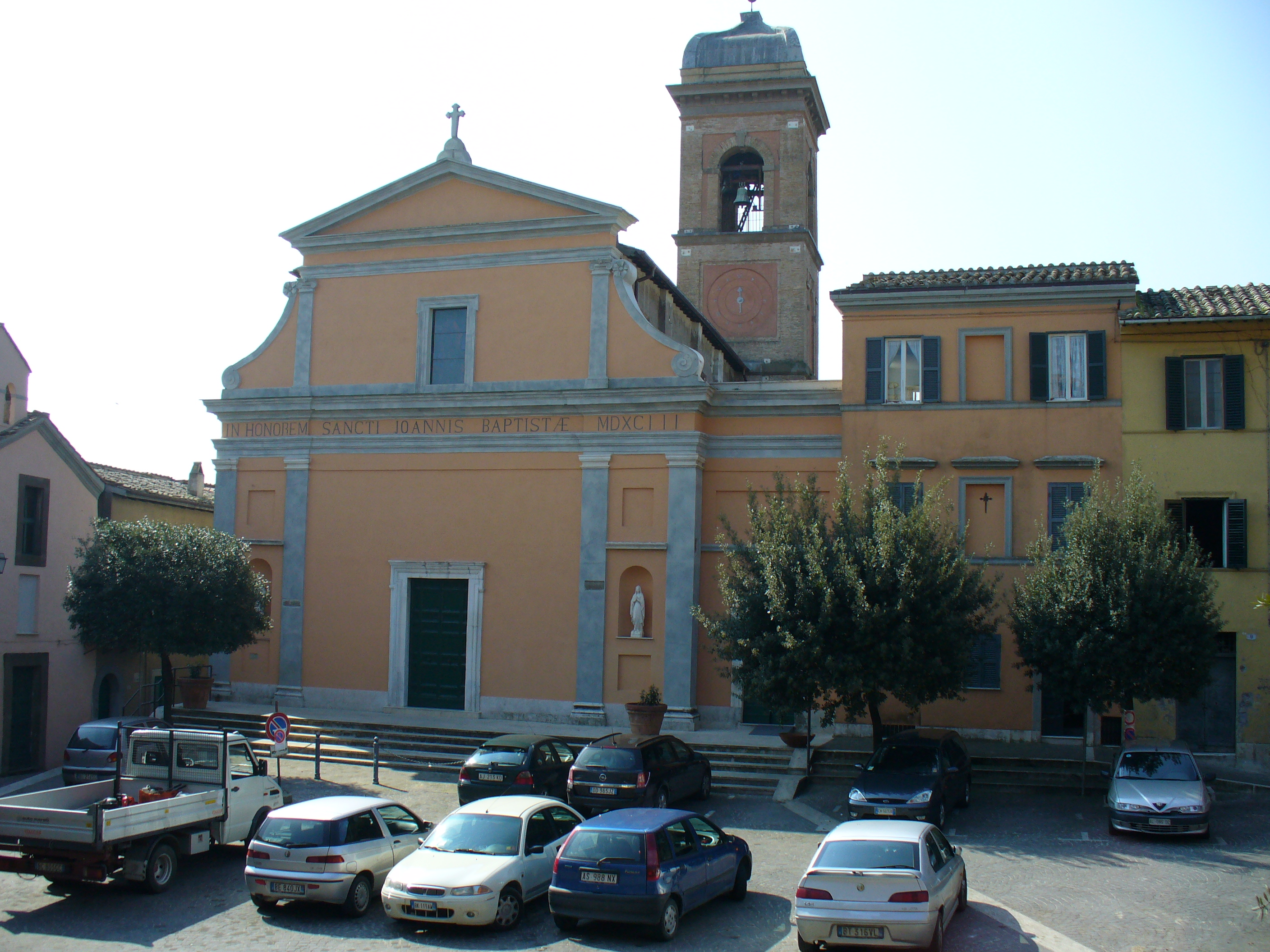
Chiesa S.Giovanni Battista

- Chiesa S. Giovanni Battista

La chiesa si trova in P.zza Giovanni XXIII (Rione Mazzocca). La sua fondazione risale al IX secolo; fu completamente ristrutturata nel Cinquecento ad opera di Antimo Orsini. L'impianto planimetrico, ad unica navata con cappelle quadrilatere, transetto non emergente e presbiterio quadrato, si ritiene derivato dagli schemi del gotico francese adottati in Spagna nella prima metà del XVI secolo. Tuttavia agli inizi del XIX secolo la Chiesa è nuovamente in condizioni precarie e nel 1819 il vescovo ne decreta l'ampliamento con lo sfondo dell'altare maggiore e la creazione di una cappella. Nel 1905 vengono eseguiti i lavori di ristrutturazione, la realizzazione della scalinata esterna risale al 1922 e gli ultimi interventi di restauro sono del 1962, durante i quali viene rimosso il controsoffitto ligneo ottocentesco.
- Chiesa di S. Maria Assunta

Fu realizzata nel XIV secolo su un'altura all'esterno del Castrum. Attorno ad essa, sulle pendici del colle, si trova un piccolo "borgo" che dà il nome all'omonimo rione, oggi completamente inglobato dalla ristrutturazione ottocentesca dell'area.

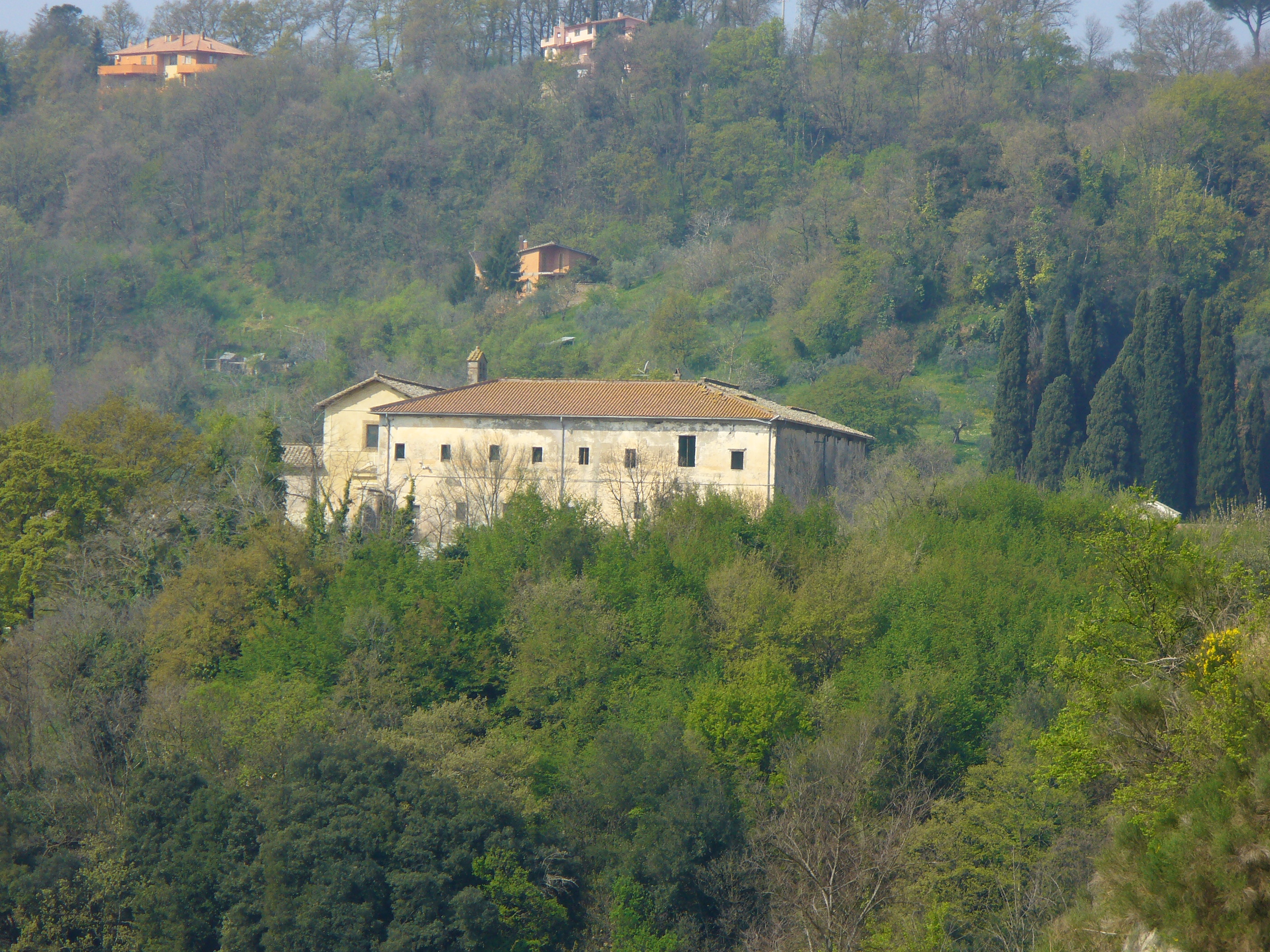
Convento S. Maria Seconda

- Convento di Santa Maria Seconda

Il convento, il cui nome ufficiale è santa Maria delle Grazie, si trova in via Frà Carlo da Sezze, traversa di via San Michele, poco oltre il Cimitero Comunale. La costruzione del Convento risale alla fine del XIII secolo. Esso fu edificato dai Francescani sul luogo di un antico romitorio dei Frati Clareni, del quale rimane traccia dell'affresco ancora esistente nella parete destra della Chiesa. Uno dei pilastri del chiostro conserva incisa la data del 1525, anno in cui terminarono sostanziosi lavori di ampliamento. L'impianto classico si sviluppa intorno al chiostro; uno dei lati è addossato alla Chiesa, mentre quello opposto ospita il refettorio. L'impianto originario del Convento subì modifiche e ampliamenti fra il 1628 ed il 1633. Alla fine dell'Ottocento il convento fu incamerato dallo Stato unitario e da lì iniziò un lento processo di decadimento: i frati furono costretti a lasciare il convento, con le politiche di spoliazione dei terreni e degli spazi necessari alla loro vita.

### Architetture civili

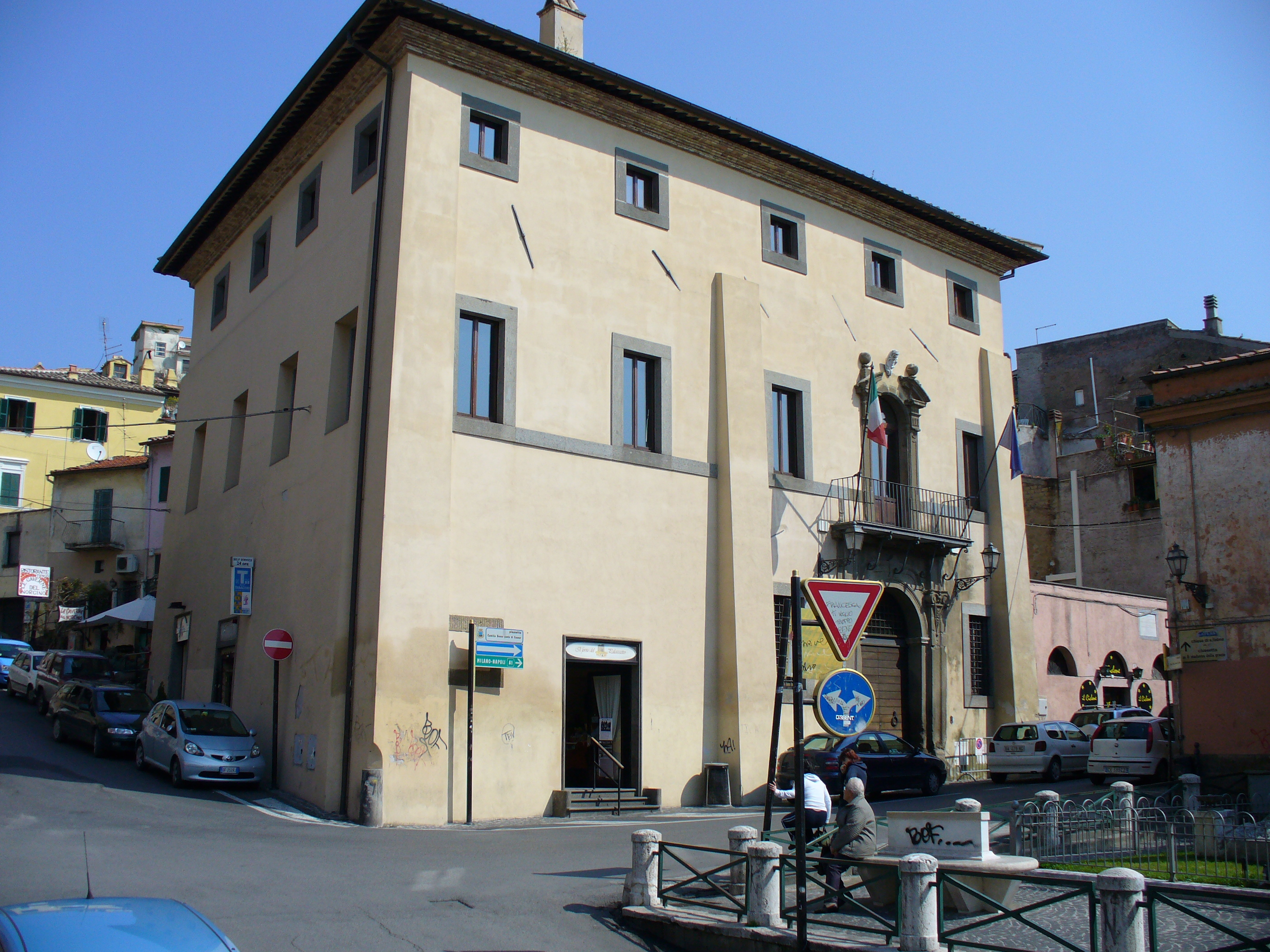
Palazzetto Borghese

- Palazzetto Borghese

Il Palazzetto Borghese fu costruito agli inizi del Seicento. Si trova all'incrocio di quelle che allora erano le due strade più importanti, la via verso la Flaminia per Roma (attuale Corso Umberto I) e la via per Capena che conduce sulla Via Tiberina nella valle del Tevere (attuale Via Cesare Battisti). La costruzione è addossata alla retrostante collina, ha una planimetria irregolare e i due prospetti d'angolo conservano un aspetto severo per il rigore compositivo e la compattezza delle partizioni. L'unico elemento decorativo è rappresentato dalle modanature che incorniciano l'ingresso e il soprastante balcone. L'edificio era di proprietà della famiglia Mattei come testimoniano lo stemma, esistente all'interno. Nel 1624 l'edificio diventa di proprietà del Principe Borghese. Alla fine dell'Ottocento esso era utilizzato come sede comunale. Attualmente è di proprietà privata ed è stato completamente restaurato. È utilizzato per organizzazione di mostre e convegni.

### Architetture militari

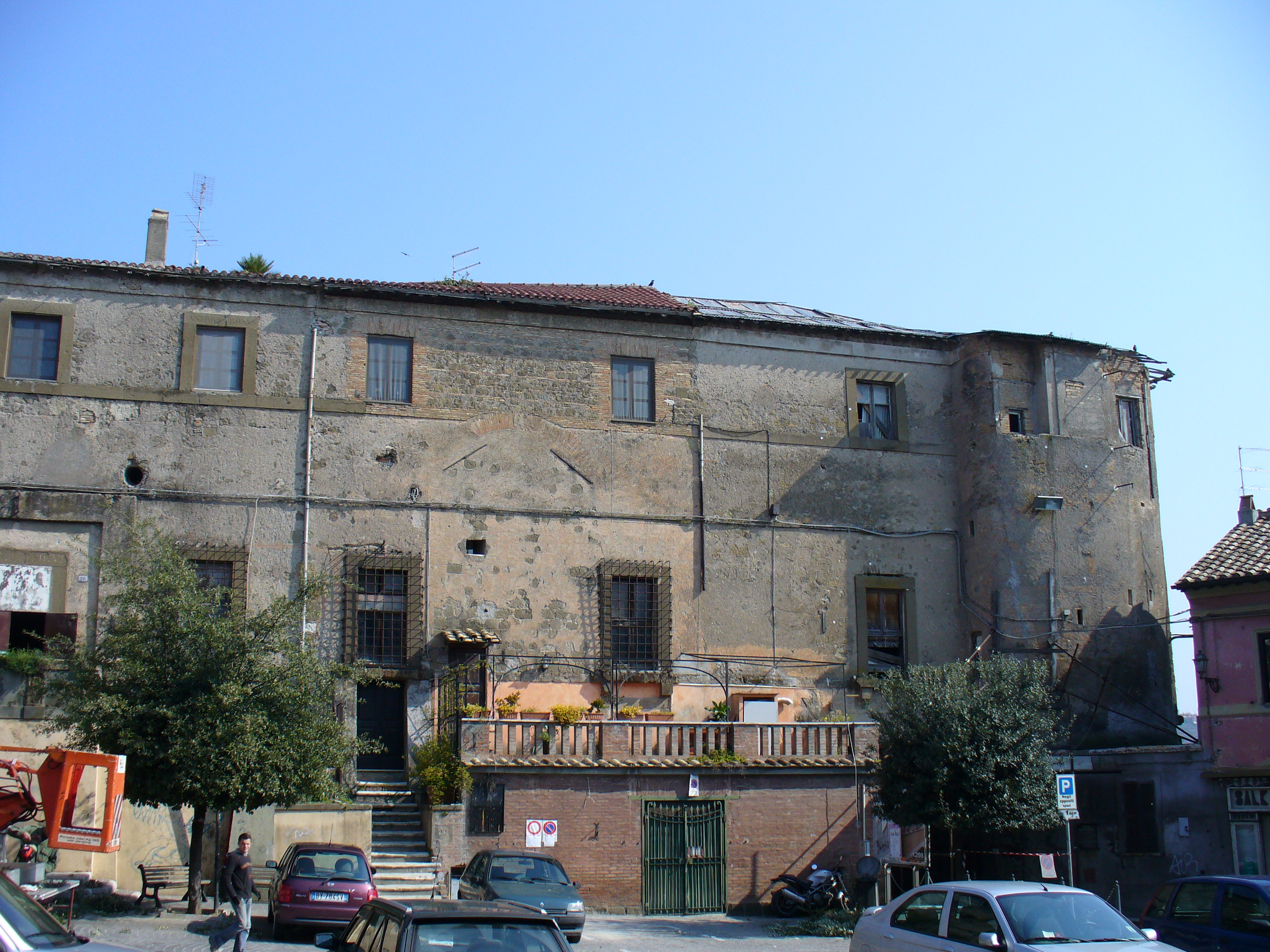
Castello degli Orsini

- Castello degli Orsini

Il Castello degli Orsini si trova in fondo alla Via del Corso ed è posto come sbarramento di protezione dell'ingresso al Rione Mazzocca. Il castello originale andò distrutto nel 1433. Quello attuale fu costruito da Antimo Orsini nel 1598.

### Siti archeologici
- Catacomba Ad Vicesimum, risalente al IV secolo in località Santi Martiri. È scavata nel tufo ed è denominata "Ad Vicesimum" per la vicinanza al Monte della Guardia e la caratteristica di questo ipogeo sotterraneo è il fatto di essere stato impiantato all'interno del reticolo dei cunicoli di una grande cisterna di una villa romana della prima età imperiale.

### Aree naturali
La zona di Morlupo e dintorni è una delle più belle della campagna a Nord di Roma. Il paesaggio collinare e sempre vario in tutte le stagioni concede alla vista di spaziare "all'infinito" ammirando paesaggi e colori della natura. Nelle immediate vicinanze del paese vi sono riserve e parchi naturali. Fra i più significativi si cita
- Parco di Veio: a 2 km dal paese lungo la Via Flaminia

Costituito nel 1997 il Parco si estende su circa 15.000 ettari comprendenti parte del territorio di Morlupo. Al suo interno si trovano i resti archeologici dell'antica città etrusca di Veio, L'area del Parco risulta di notevole interesse anche dal punto di vista faunistico. Sono state censite 145 specie animali presenti nel territorio, alcune delle quali estremamente rare, come la farfalla Poecilocampa canensis. Ampiamente rappresentati sono gli uccelli, sia stanziali che di passo, in particolare i rapaci come il nibbio bruno, la poiana ed il gheppio. Tra i mammiferi sono diffusi il riccio, l'istrice, il tasso, il cinghiale e la volpe. Per quanto riguarda gli anfibi ed i rettili, sono diffusi il tritone crestato ed il tritone punteggiato, la rana verde, la rana greca, la rana agile, la testuggine d'acqua dolce, il cervone, il saettone.
- Monte Soratte: si trova a 14 km da Morlupo, sulla Flaminia direzione Nord, nel comune di Sant'Oreste.

Il Monte Soratte (altezza 691 m) si erge solitario tra le colline della Tuscia romana di cui costituisce la cima più elevata. È costituito da rocce calcaree formatesi nel Pleistocene. Caratteristica del luogo sono i "Meri", tre grandi voragini, che si trovano alla base orientale della montagna. Questi pozzi, comunicanti fra loro e profondi circa 115 m, rivestono un notevole interesse speleologico. In particolare il Mero Grande è costituito da un pozzo verticale profondo diverse decine di metri e con un diametro di 20m. Dalla cima del monte, raggiungibile a piedi dal paese di Sant'Oreste, si ammira un panorama spettacolare di tutta la Valle del Tevere. Sul monte sono stati eretti nei tempi vari edifici di culto sia pagano, che cristiano e numerosi eremi medievali: S. Lucia, S. Antonio, Madonna delle Grazie, S. Sebastiano fino a giungere alla vetta con l'antica abbazia di S. Silvestro. Suggestiva la chiesa rupestre dedicata a Santa Romana raggiungibile con un percorso separato.
- Riserva naturale Tevere-Farfa: si trova a circa 20 km da Morlupo sulla via Tiberina

La riserva si estende su un'area di 700 ettari lungo il corso del Tevere a nord di Roma. La Riserva Naturale Regionale Tevere Farfa, fu la prima ad essere istituita nella Regione Lazio(1979). Essa nasce in corrispondenza di uno sbarramento sul fiume (diga Enel) che, col tempo, ha portato alla formazione di un laghetto. Paradiso di birdwatcher e di fotografi naturalisti, in grado di avvistare anatre selvatiche, gru e cicogne, aironi e falchi pescatori, nella riserva si alternano diversi tipi di ambienti: dai canneti al bosco umido e ripariale, dal fiume ai campi coltivati, che rendono il paesaggio straordinariamente vario e popolato da una fauna d'eccezione.

## Società

### Evoluzione demografica
La popolazione è all'ultimo censimento di 8 458 abitanti con un tasso di crescita abbastanza lento rispetto ai paesi limitrofi.
Abitanti censiti

## Cultura

### Media

#### Televisione
Alcune scene esterne del telefilm Liberate mio figlio (sceneggiato ispirato alla vicenda del sequestro di Cesare Casella), sono state girate nella Piazza Giovanni XXIII.

### Cinema
Parte del film I morti non pagano tasse di Sergio Grieco, prodotto e interpretato da Tino Scotti (1952) è stato girato in Piazza Giovanni XXIII, all'epoca piazza principale del Paese.
Parte del film Grande, grosso e Verdone, diretto da Carlo Verdone, fu girato nel cimitero cittadino.

## Geografia antropica

### Suddivisioni amministrative
Con riferimento alla mappa indicata in figura, che rappresenta il territorio comunale, si indicano le zone che lo compongono:
| 1-S.Angelo      | 2-Monte Castello       | 3-Prata Lunghe       | 4-Tor di Fico     | 5-Pantanella                  | 6-Varioso            | 7-Valle dell'Olmo     | 8-San Sebastiano  | 9-S.Michele               | 10-Coste di Fontana Conte |
| 11-Monte Reale  | 12-Coste Morrano       | 13-Valle Nocchia     | 14-Monti Formelli | 15-Fossa Canneto              | 16-Coste del Ceraso  | 17-Colle della Statua | 18-Assura         | 19-Santi Martiri          | 20-Coste della Croce      |
| 21-Capo Le Case | 22-Tittone II          | 23-Monte Grugnanello | 24-Valle Sorci    | 25-Macchie di Fontana Vecchia | 26-San Pellegrino    | 27-Sterpareti         | 28-Monte Rosello  | 29-Tittone                | 30-Cento Viole            |
| 31-Andreolo     | 32-Monte Cellarina     | 33-Fossa Marciano    | 34-Palombara      | 35-Monte Vario                | 36-Valle della Posta | 37-Citerna            | 38-Villa Benigni  | 39-Ballaccia              | 40-Monte Rinali           |
| 41-Prevignano   | 42-Sasso               | 43-Fontanucola       | 44-San Farnese    | 45-Monte Lungo                | 46-Manciano          | 47-Valvacera          | 48-Monte S.Andrea | 49-Santa Lucia            | 50-Disidao                |
| 51-Finocchie    | 52-Monte della Guardia | 53-I Frati           | 54-Monte d'Oro    | 55-Scentella                  | 56-Castelloccio      | 57-Valle del Cuore    | 58-Magliano       | 59-Valle della Cabelletta | 60-San Gregorio           |
| 61-Monte Vezzo  | 62-Strepparo           | 63-Trullo            | 64-Valle Spadana  | 65-Morrano                    | 66-Goffo             |                       |                   |                           |                           |

## Economia
Morlupo è stato fino ai primi anni sessanta un centro prevalentemente agricolo basato principalmente sulla produzione vinicola e olicola. Da allora ad oggi si è passati progressivamente ad un'economia di tipo artigianale ed anche industriale. Vi sono pertanto caseifici, salumifici, tipografie, laboratori per la lavorazione del ferro e del legno, ed esistono anche alcune industrie. Inoltre a partire dalla fine degli anno 70 la vicinanza con la capitale ha portato molti romani a stabilirsi in paese per sfuggire al caos della città, come ben testimoniato dall'incremento dei residenti mostrato nel grafico riportato.
La gastronomia tradizionale di Morlupo ha nella lavorazione della carne suina, ed in particolare delle salsicce, il suo punto di forza. Rinomata è soprattutto la salsiccia Baciona.

## Infrastrutture e trasporti
La stazione di Morlupo-Capena, gestita da ASTRAL, è posta lungo la ferrovia Roma-Civitacastellana-Viterbo in località Morlupo Scalo ed è servita da treni regionali e autocorse Cotral.
Fra il 1906 e il 1932 in luogo di tale stazione sorgeva una fermata della tranvia Roma-Civita Castellana, gestita dalla Società Romana per le Ferrovie del Nord (SRFN).
Anche la stazione di Magliano Romano, a servizio del comune confinante di Magliano Romano, è situata nel territorio comunale di Morlupo.

## Amministrazione
| Periodo        | Periodo        | Primo cittadino   | Partito                             | Carica                  | Note          |
| -------------- | -------------- | ----------------- | ----------------------------------- | ----------------------- | ------------- |
| 23 aprile 1995 | 12 giugno 1999 | Bruno Manzi       | Lista civica di centro-sinistra     | Sindaco                 | [ 9 ]         |
| 13 giugno 1999 | 11 giugno 2004 | Biagio Caccialupi | Lista civica                        | Sindaco                 | [ 10 ]        |
| 12 giugno 2004 | 27 maggio 2006 | Giuseppe Mariotti | Lista civica di centro-sinistra     | Sindaco                 | [ 11 ]        |
| 28 maggio 2006 | 5 giugno 2016  | Marco Commissari  | Lista civica Vivere Morlupo         | Sindaco                 | [ 12 ] [ 13 ] |
| 6 giugno 2016  | 9 agosto 2017  | Tiziano Ceccucci  | Lista civica Morlupo impegno comune | Sindaco                 | [ 14 ]        |
| 10 agosto 2017 | 10 giugno 2018 | Nicola Di Matteo  |                                     | Commissario prefettizio | [ 15 ]        |
| 11 giugno 2018 | in carica      | Ettore Iacomussi  | Lista civica Il girasole            | Sindaco                 | [ 16 ]        |

### Gemellaggi
- Iași, dal 1999[17]

### Altre informazioni amministrative
- Dal 2013 ha aderito alla Conferenza dei sindaci dell'area Tiberina/Flaminia/Cassia.
- Dal 2015 fa parte del Consorzio intercomunale dei servizi e interventi sociali Valle del Tevere[18] insieme ad altri 16 comuni ricandenti nel distretto socio-sanitario 4 della ASL Roma 4.